# Cushma

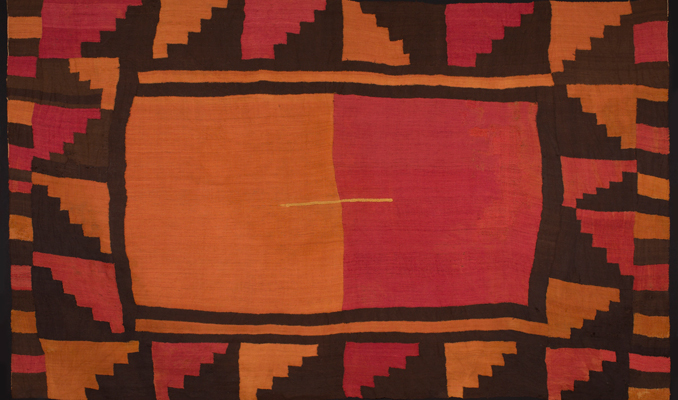
Detalle de una cushma

La cushma es un vestido de una sola pieza utilizado por los pueblos asháninka, amuesha-yánesha, matsiguenka y yine, de la Amazonia peruana, todos de la familia etnolingüística arawak.  Por vecindad territorial, el pueblo shipibo, de familia etnolingüística pano, también usa esta prenda, pintándola con su peculiar iconografía.
Si bien la base estructural es la misma, cada pueblo distingue sus cushmas con juegos de color y diseños propios.  Esto se observa en los tipos de semillas, huesos y plumas con que las decoran, así como en los diseños pintados con tintes naturales o los motivos tejidos en color contrastante -por lo general dos, a veces tres- en forma de bandas verticales u horizontales. 
Es una prenda  cuyo largo va desde el cuello hasta el talón, diferenciándose la prenda masculina de la femenina en la forma del cuello (cuello V el varón, cuello ojal o bandeja la mujer) y en el lugar donde van las aberturas de los brazos (costados en el hombre, borde superior en la mujer).
La cushma se fabrica con hilo de algodón nativo en colores básicos blanco-marfil y marrones.  Actualmente también se fabrica  de tocuyo, tiñéndose en este caso de color ocre-naranja; cuando el uso deteriora el color, se vuelve a teñir, pero de color marrón.  
En años recientes, los asháninkas tiñen sus cushmas de tocuyo de diferentes colores vivos.  La tradición de usar algodón nativo de color natural o teñido con tintes naturales para tejer hermosas y duraderas cushmas, está siendo cada vez más relegada con el uso de estas telas y tintes industriales.  Esto se nota con mayor claridad en los pueblos en contacto cotidiano e intensivo con la "modernidad"  debido a su ubicación geográfica, asháninkas y yáneshas de la selva central, principalmente.